# Get to Me EP
Get to Me EP è un extended play della band statunitense pop-rock Train. È stato pubblicato su iTunes il 16 agosto 2005.

## Tracce
1. Get to Me – 3:43 – Radio Edit
2. Get to Me – 3:24 – Live
3. Flatfoot – 5:04 – Live